# AnNa R.
Andrea Neuenhofen (cognom de soltera Rosenbaum; Friedrichshain, 25 de desembre de 1969 - 16 de març de 2025), més coneguda pel seu nom artístic AnNa R., va ser una cantant i compositora alemanya, veu principal del grup pop Gleis 8. Anteriorment, havia sigut la vocalista principal de Rosentolz, un duo pop que va estar actiu entre 1991 i 2012 i va tenir èxit a Alemanya, Àustria i Suïssa.
Durant la seva carrera amb Rosentolz, AnNa R. i el seu company Peter Plate van emprendre diverses iniciatives per recaptar diners per a organitzacions benèfiques contra la sida, i ambdós van rebre l'Orde al Mèrit de la República Federal Alemanya el 2011 en reconeixement dels seus esforços.